# Helle Andersen
Helle H. Andersen (* um 1968) ist eine dänische Badmintonspielerin. 

## Karriere
Helle Andersen gewann 1986 die nordischen Juniorenmeisterschaften sowie die Norwegian International und die Bulgarian International. Im Jahr darauf wurde sie Junioreneuropameisterin im Dameneinzel. 2009 wurde sie Seniorenweltmeisterin im Mixed gemeinsam mit Chris Hunt.

## Sportliche Erfolge
| Saison    | Veranstaltung                                    | Disziplin   | Platz | Name                                                            |
| --------- | ------------------------------------------------ | ----------- | ----- | --------------------------------------------------------------- |
| 1984/1985 | Dänemark: Einzelmeisterschaften der Junioren U17 | Damendoppel | 1     | Charlotte Madsen / Helle H. Andersen, Lillerød                  |
| 1986      | Nordische Juniorenmeisterschaften                | Damendoppel | 1     | Charlotte Madsen / Helle H. Andersen                            |
| 1986      | Norwegian International                          | Damendoppel | 1     | Helle H. Andersen / Birgitte Hindse                             |
| 1986      | Bulgarian International                          | Dameneinzel | 1     | Helle H. Andersen                                               |
| 1986/1987 | Dänemark: Einzelmeisterschaften der Junioren U19 | Damendoppel | 1     | Charlotte Madsen / Helle H. Andersen, Lillerød                  |
| 1986/1987 | Dänemark: Einzelmeisterschaften der Junioren U19 | Dameneinzel | 1     | Helle H. Andersen, Lillerød                                     |
| 1987      | Junioren-Europameisterschaft                     | Damendoppel | 3     | Helle H. Andersen / Charlotte Madsen                            |
| 1987      | Nordische Juniorenmeisterschaften                | Damendoppel | 1     | Charlotte Madsen / Helle H. Andersen                            |
| 1987      | Sjællandsmesterskaber                            | Damendoppel | 1     | Charlotte Madsen (Lillerød) / Helle H. Andersen (Lillerød)      |
| 1987      | Junioren-Europameisterschaft                     | Dameneinzel | 1     | Helle H. Andersen                                               |
| 1988      | Sjællandsmesterskaber                            | Mixed       | 1     | Helle H. Andersen (Lillerød) / Jon Holst-Christensen (Lillerød) |
| 1991      | Norwegian International                          | Dameneinzel | 1     | Helle H. Andersen                                               |
| 2004/2005 | Dänemark: Seniorenmeisterschaften 35+            | Dameneinzel | 1     | Helle H. Andersen, Lillerød                                     |
| 2005/2006 | Dänemark: Seniorenmeisterschaften 35+            | Dameneinzel | 1     | Helle H. Andersen, Lillerød                                     |
| 2005/2006 | Dänemark: Seniorenmeisterschaften 35+            | Damendoppel | 1     | Helle H. Andersen, Lillerød / Helle Stærmose, Værløse           |
| 2007/2008 | Dänemark: Seniorenmeisterschaften 35+            | Dameneinzel | 1     | Helle H. Andersen, Lillerød                                     |
| 2007/2008 | Dänemark: Seniorenmeisterschaften 35+            | Damendoppel | 1     | Helle H. Andersen, Lillerød / Helene Kirkegaard, Skælskør       |
| 2009      | Senioren-Weltmeisterschaft 35+                   | Dameneinzel | 3     | Helle H. Andersen                                               |
| 2009      | Senioren-Weltmeisterschaft 35+                   | Mixed       | 1     | Chris Hunt / Helle H. Andersen                                  |